# Roberto Medina
Roberto Gerardo Medina Arellano (ur. 18 kwietnia 1968 w mieście Meksyk) – meksykański piłkarz występujący na pozycji pomocnika.

## Kariera klubowa
Medina pochodzi ze stołecznego miasta Meksyk i jest wychowankiem tamtejszego zespołu Pumas UNAM. W meksykańskiej Primera División zadebiutował 17 czerwca 1989 w zremisowanym 1:1 spotkaniu z Pueblą. Szybko wywalczył sobie miejsce w wyjściowym składzie drużyny i w tym samym roku zwyciężył z Pumas w rozgrywkach Pucharu Mistrzów CONCACAF, a także doszedł do finału Copa Interamericana. Premierowego gola w najwyższej klasie rozgrywkowej strzelił 10 marca 1991 i w sezonie 1990/1991 wywalczył pierwsze w karierze mistrzostwo Meksyku.
Latem 1992 Medina przeszedł do CF Pachuca, gdzie spędził rok, po czym został zawodnikiem drużyny Tecos UAG z siedzibą w mieście Guadalajara. Barwy Tecos reprezentował w sezonie 1993/1994, osiągając premierowe w historii klubu mistrzostwo kraju. W późniejszym czasie przez trzy lata występował w CF Monterrey, z którym nie odniósł jednak większych sukcesów. Z podobnym skutkiem grał w kolejnych ekipach – Club León, Puebla FC, Atlante FC, CD Irapuato i Tiburones Rojos de Veracruz, gdzie spędzał sześć miesięcy lub rok. Karierę zakończył w wieku 35 lat jako zawodnik drugoligowego CD Zacatepec.

## Kariera reprezentacyjna
W seniorskiej reprezentacji Meksyku Medina zadebiutował 22 września 1993 w wygranym 1:0 meczu towarzyskim z Kamerunem. W 1998 roku został powołany przez selekcjonera Manuela Lapuente na Złoty Puchar CONCACAF, gdzie wystąpił w czterech spotkaniach, natomiast jego kadra narodowa wywalczyła mistrzostwo. Swój bilans reprezentacyjny zamknął na siedmiu rozegranych konfrontacjach bez zdobycia gola.